# Paul Chaudet
Pour les articles homonymes, voir Chaudet.
Paul Chaudet, né le 17 novembre 1904 à Rivaz (originaire de Corsier-sur-Vevey) et mort le 7 août 1977 à Lausanne, est un homme politique suisse, membre du Parti radical-démocratique (PRD). Il est conseiller fédéral de 1954 à 1966 et président de la Confédération en 1959 et 1962.

## Études et carrière
Formé à l'École cantonale d'agriculture de Lausanne, il est vigneron de métier.
Il accomplit le parcours politique classique en étant d'abord syndic (maire) de Rivaz, petite localité du canton de Vaud au bord du lac Léman.
Il est député au Grand Conseil vaudois de 1937 à 1942 puis membre du Conseil national dès 1943. Il s'oppose avec succès à l'impôt sur les vins et combat pour l'Initiative populaire « Retour à la démocratie directe », lancée par la Ligue vaudoise, un mouvement traditionaliste de droite.
À l'armée, il atteint le grade de lieutenant-colonel d'infanterie.

## Conseiller d'État
En 1946, il est élu au Conseil d'État du canton de Vaud, d'abord chargé de la Justice et de la Police pendant deux ans. Puis, de 1948 à 1954, du département de l'Agriculture, de l'Industrie et du Commerce. Il fut membre des organes de la Banque nationale suisse (conseil et comité de banque).

## Conseiller fédéral
Il est élu au Conseil fédéral le 16 décembre 1954 (70e conseiller fédéral de l'histoire[réf. nécessaire]) et dirige le département militaire fédéral. Par deux fois, il est président de la Confédération suisse (1959, 1962).
Son passage au gouvernement a été assombri par l'affaire des Mirages, dont le coût s'est révélé supérieur à ce qui avait été budgété.
Il met en œuvre la réforme Armée 61 et s'oppose avec succès aux deux initiatives anti-atomiques (l'une demandant leur interdiction dans l'armée suisse et l'autre le droit du peuple à décider de leur acquisition).
À la suite des conclusions d'une commission d'enquête parlementaire présidée par Kurt Furgler et dont les membres principaux étaient Pierre Graber et Rudolf Gnägi, sa position est affaiblie et le groupe du PRD renonce à le présenter à la fonction de vice-président du Conseil fédéral.
Il quitte alors le gouvernement avec effet au 31 décembre 1966.

## Pendant sa retraite
Il a œuvré pour l'organisation caritative Enfants du monde et a présidé la Banque populaire suisse.